# Château de Générac
Le château de Générac est un château situé à Générac, dans le département du Gard et la région Occitanie.

## Historique
Selon la tradition, le château de Générac aurait été construit au XIe siècle. À l'instar des terres du village, il aurait notamment appartenu aux comtes de Toulouse, à l'ordre du Temple, à Guillaume de Nogaret, puis aurait été largement réaménagé par les Hospitaliers du grand prieuré de Saint-Gilles de l'ordre de Saint-Jean de Jérusalem au XVIe siècle. Toutefois, certaines recherches récentes dateraient l'édifice tout entier du milieu du XVIe siècle et en attribueraient la construction aux prieurs Jacques de Manas et Géraud de Massas.
Les prieurs de Saint-Gilles ont conservé le château jusqu'à la Révolution. En 1788, le château est attribué en fermage à un nommé Jacques Archinard. Dès 1791, le bâtiment et ses terres déclarés « biens nationaux » sont partagés en de nombreux lots vendus à des agriculteurs de la commune ou de la région. À partir du XIXe siècle, le château est occupé par plusieurs familles. Le 25 mai 1993, il a été l'objet d'une inscription à l'inventaire supplémentaire des monuments historiques. 
Actuellement, il est propriété de la commune qui a pris en charge sa restauration. Une partie de l'édifice abrite le musée de la tonnellerie depuis 1995.

## Architecture
L'aspect actuel du château de Générac est d'une grande singularité, mêlant une structure massive à des décors plus sobres et discrets. De plus, la forme de certains volumes et la disposition des différents corps de bâtiment trahissent une histoire mouvementée. D'un point de vue architectural, l'édifice se compose : 
- d'un corps principal long de 32 m et disposé dans le sens sud-nord. Il est flanqué à l'est de deux solides tours d'angle de forme circulaire, d’une douzaine de mètres de hauteur et de neuf mètres de diamètre ;

- d'une tour de forme pentagonale, plaquée contre le corps principal, côté ouest. Elle renferme un escalier à vis de pierre le long duquel on découvre des têtes ailées de trois des quatre évangélistes. Ses fenêtres sont encadrées par des colonnettes taillées et finement sculptées. Ces ornements, à l'instar des fenêtres à meneaux présentes sur l'ensemble de l'édifice, témoignent d’aménagements réalisés à l'époque de la Renaissance[1] ;

- d'une aile ouest, positionnée au sud et en retour d'angle du corps principal. Elle s’élève brusquement à son extrémité, un peu comme une tour. En rez-de-chaussée se trouve une salle qui a pu, autrefois, servir de temple et qui abrite aujourd'hui le musée de la tonnellerie.

À ce jour, rien ne nous permet d'identifier précisément la fonction originelle du château. Aucun vestige ne prouve qu'il ait été un jour équipé de fortifications. Plusieurs hypothèses sont alors envisageables concernant son utilisation : demeure seigneuriale, poste d'observation, péage sur les voies menant de Nîmes au port de Saint-Gilles...

## Restauration
En 2008, la commune de Générac a reçu le prix départemental des « Rubans du Patrimoine » pour la restauration du château.

## Galerie de photos

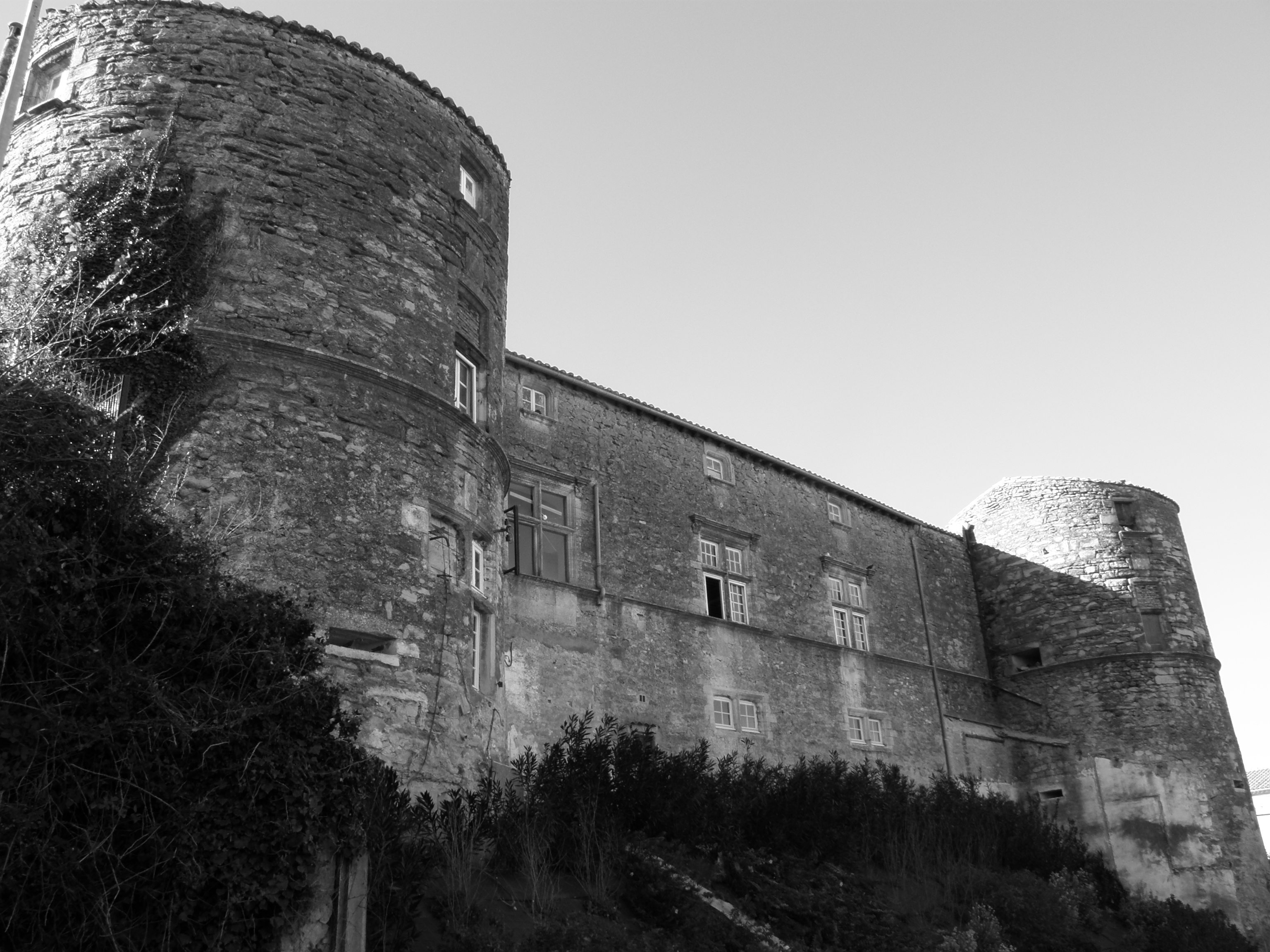
Façade est du château
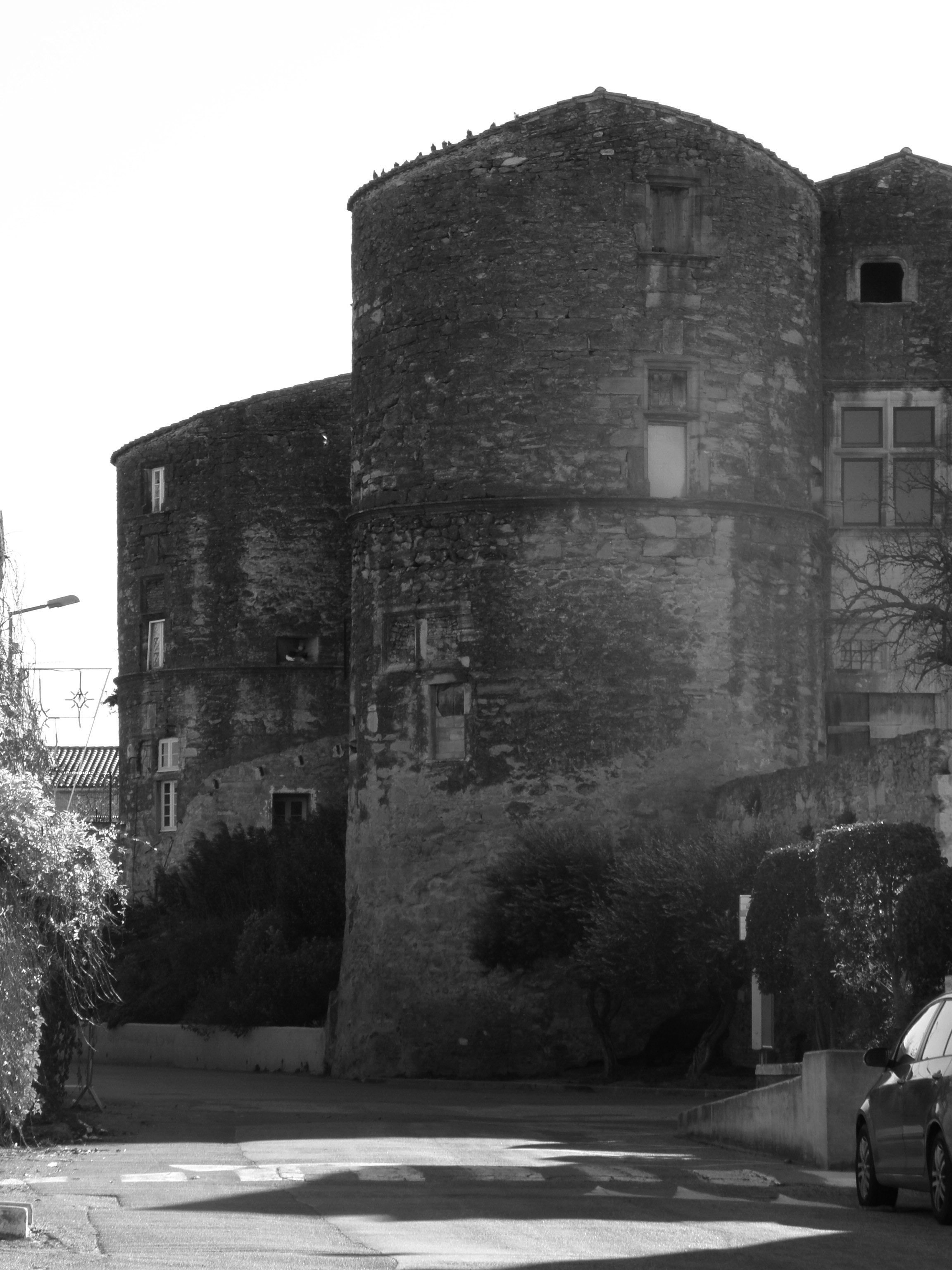
Tours nord et sud du château